# 북청라 나들목
북청라 나들목(N.Cheongna IC)은 인천광역시 서구 오류동에 설치된 수도권제2순환고속도로의 2번 교차로이다. 2017년 3월 23일에 개통되었다.

## 연혁
- 2011년 12월 30일 : 나들목 신설을 위해 인천광역시 도시계획시설 교통광장에 서구 오류동 일원을 북청라 나들목으로 고시[1]
- 2017년 3월 23일 : 수도권제2순환고속도로 인천 ~ 김포 구간 개통에 따라 영업 개시[2]

## 구조물 정보
- 위치: 인천광역시 서구 오류동
- 영업소: 인천광역시 서구 경인항대로 180

## 접속하는 노선
- 경인항대로
- 환경로
- 간접 연결 : 130호선 인천국제공항고속도로 (북인천 나들목 이용)